# 이시형 (교육인)
이시형(李時亨, 1910년 5월 26일~1985년 6월 9일)은 대한민국의 해양학자 겸 해양공학자 및 대학 교수 겸 교육인이다. 호(號)는 해당(海堂)이다.
그는 전직 대학 교수(토건공학 및 철학 겸 수산어로 및 해양 분야)였고, 전직 대학 총장 출신이었으며, 한국해양대학교 설립자였던 교육인이기도 하였다.
대한제국 평안남도 개천군 개천면에서 태어났다. 아호(雅號)는 해당(海堂). 1936년 《도쿄 해양대학》의 전신인 《도쿄 고등상선학교(東京 高等商船學校)》를 나왔다. 같은 해(1936년)부터 《'조선우선주식회사'》에 입사하여 약 9년간 승선 선원 직으로 근무하였다. 그는 1945년 3월, 태평양 전쟁 중 《일본 해군》에 징용된 선박에 선원으로 근무했다. 1945년 8.15(을유 광복)를 일본 오사카에서 목도한 후 귀국하여, 사실상 부산으로 전격적으로 정착하였고, 같은 해(1945년) 9월에 큰누나 부부의 일가족은 서울로, 큰형 내외의 일가족과 모친이 모두 부산으로 각자각자 《삼팔선》을 넘어다가 건너와 월남하였으며, 다른 한편으로 그는 1945년 11월 5일, 《한국해양대학교》를 설립했고, 1, 3, 5, 7대 학장을 역임했다(훗날 동교 명예교수 겸 명예총장 역임.).

## 주요 경력

### 학력
- 일본 도쿄 고등상선학교 전문학사(1936년 3월)
- 대한민국 부산대학교 철학과 학사(1959년 2월)
- 대한민국 부산대학교 대학원 토건공학과 공학석사 수료(1963년 8월)

#### 명예 박사 학위
- 대한민국 경북대학교 명예 법학박사(1965년 3월)
- 대한민국 부산대학교 명예 공학박사(1968년 3월)

## 수상
- 황조근정훈장(2010년 추서)